# Casino dei Principi
Il casino dei Principi è sito all'interno di Villa Torlonia a Roma.
L'aspetto attuale dell'edificio è dovuto all'intervento di Giovan Battista Caretti che rese il casino dei principi un edificio in stile neo-cinquecentesco. Sulle facciate vi sono dei resti del fregio raffigurante il Trionfo di Alessandro a Babilonia. Questo palazzo è una dipendenza del Casino Nobile cui è collegato mediante una galleria ancora oggi esistente. Gli esterni sono caratterizzati da due pronai nelle facciate minori in marmo di Carrara con intarsiature fitomorfe ed uno stemma dei Torlonia al centro. Attualmente il piano terra è sede dell'Archivio e della Biblioteca della Scuola romana, mentre gli altri due piani sono sedi di mostre.

## Storia
Anticamente era un modesto casolare agreste già presente nella proprietà di Benedetto Pamphilj e appare nella "Pianta di Roma" di Giovan Battista Nolli del 1748 e nel "catasto gregoriano" del 1818. Una prima modifica dell'edificio si ha con Giuseppe Valadier tra il 1802 ed il 1818. Anticamente il casino era utilizzato come unità architettonica obliqua per convogliare gli ospiti che provenissero sia dal viale dei lecci, sia dalla Via Nomentana, ad ogni modo, già nel periodo di Giovanni Torlonia non venne fatta menzione dell'edificio. Nel periodo compreso tra il 1835 ed il 1840 il Giovan Battista Caretti con la sua équipe di pittori e decoratori portò il casino dei principi alle sue forme attuali per volontà di Alessandro Torlonia. Questo intervento di Caretti comportò una totale trasformazione del preesistente fabbricato con delle decorazioni sia all'interno che all'esterno. Giuseppe Checchetelli definì lo stile del palazzo quattrocentesco un tributo allo stile del Bramante, ma in realtà l'edificio è in stile neo-cinquecentesco con riferimenti allo stile di Polidoro da Caravaggio. Anticamente, dei tre piani dell'edificio, solo il piano nobile era vivacemente decorato ed usato per la rappresentanza, mentre al pian terreno vi erano le cucine ed al piano superiore vi erano altri utilizzi domestici. Solamente la sala da pranzo e parte della galleria ci sono giunte fino a noi decorate. La prima sala era decorata con affreschi inerenti all'antica Grecia con dei medaglioni raffiguranti uomini greci famosi. Nei restauri di questi dipinti se ne è persa ogni traccia. La seconda sala o Galleria è dominata da allegorie, figure a grottesco e candelabri di vari artisti, tra cui il Caretti e Filippo Bigioli, ma vi erano anche decorazioni dell'antica Roma anch'esse scomparse. Nel corso dei restauri si sono recuperate delle decorazioni del Novecento.

## Descrizione

### Esterno

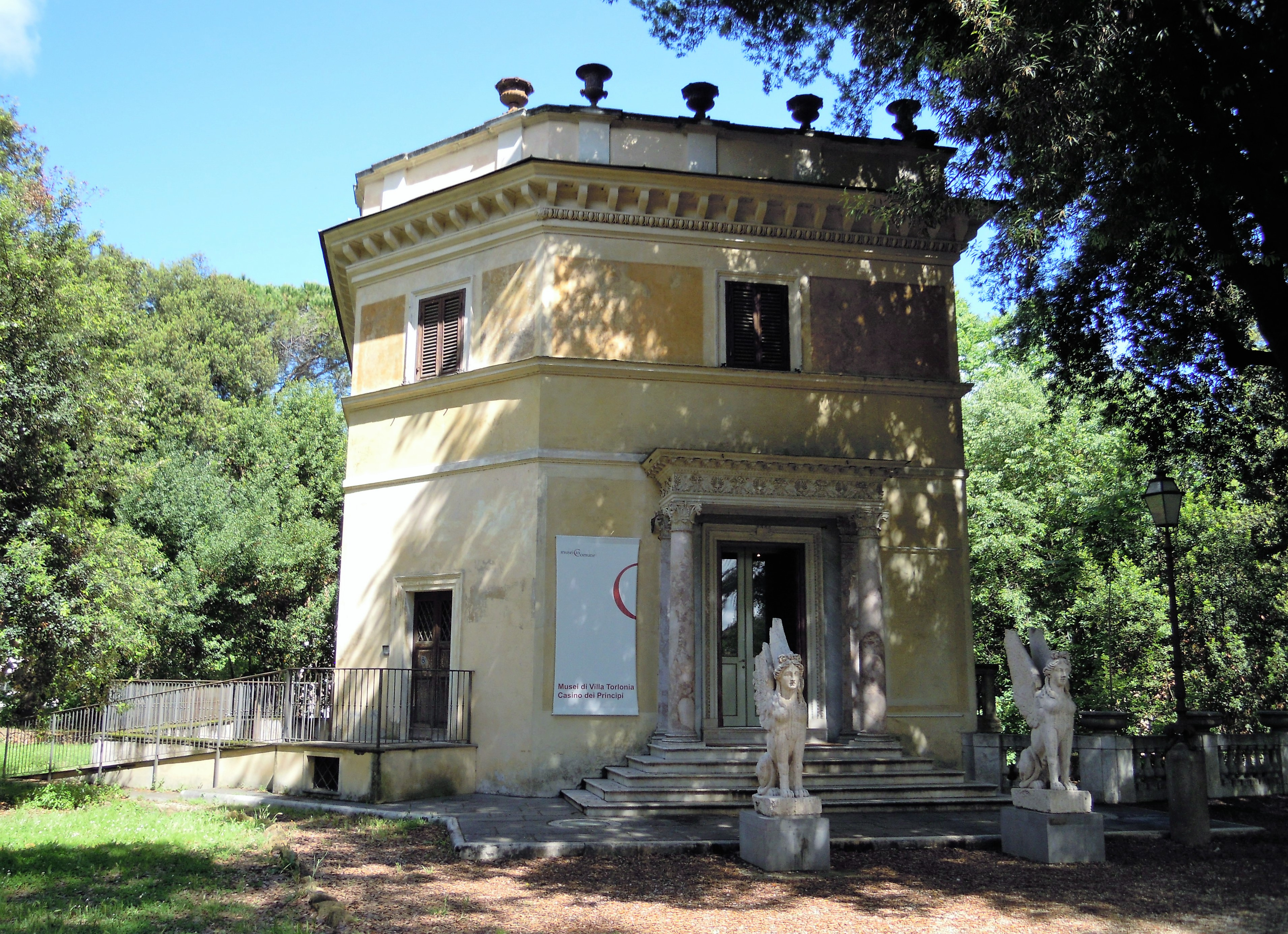
Facciata d'ingresso

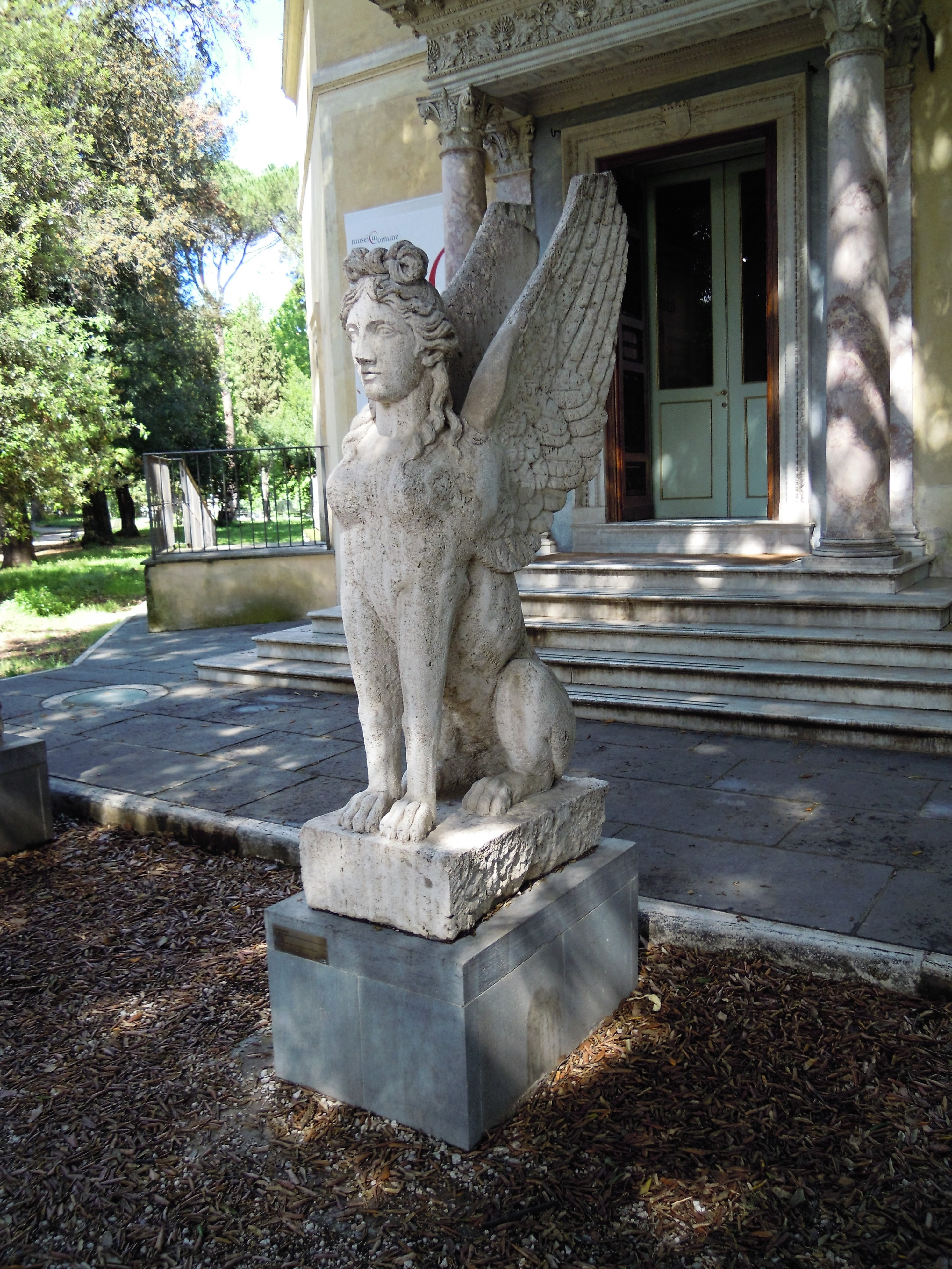
Sfinge alata

Facciata
Al piano nobile vi è un grande terrazzo in cui si affacciano delle finestre sormontate da dei cornicioni. Una fascia marcapiano la divide dal piano superiore in cui vi sono delle semplici finestre. Sopra il cornicione vi sono dei vasi ornamentali.
Le Sfingi
Le quattro sfingi alate erano anticamente site nella villa ed erano in un totale di sei, attualmente due sono nella villa di Federico Zeri a Mentana. Sono poste su dei basamenti in pietra. Due erano poste all'ingresso della villa. Sono in travertino con le ali parzialmente scomparse, dopo la demolizione dell'ingresso per via dell'ampliamento della via Nomentana, inizialmente, agli inizi del Novecento furono collocate all'ingresso del casino principale. Le sfingi furono costruite da Clemente Massimi e Girolamo Sartorio tre ciascuna, su progetto di Giuseppe Valadier.
I portali
Sulle facciate brevi sono siti i due ingressi principali che immettono direttamente al piano nobile, essi sono pressoché simmetrici. I portali sono contornati da una mostra marmorea con intarsi fitomorfi con, al centro lo stemma dei Torlonia. Le doppie ante sono decorate con degli ornamenti in bronzo rappresentanti dei racemi e dei piccoli rosoni che attorniano la scritta Alexander Torlonia. Le due colonne laterali provengono dalla tenuta Torlonia di Roma Vecchia. Le colonne constano di basi antiche, capitelli in stile corinzio e fusti in grana di corallo.
Il fregio monocromo
La fascia posta tra il piano nobile ed il secondo piano consta di decorazioni di Giovan Battista Caretti riconducibile a Polidoro da Caravaggio, autore degli inizi del Cinquecento. Le decorazioni constano di statue panneggiate site sui lati minori del palazzo e di scene ispirate al bassorilievo di Bertel Thorvaldsen raffigurante il "Trionfo di Alessandro" su uno dei lati maggiori dell'edificio. Il recente restauro ha potuto salvare alcune parti del Trionfo di Alessandro tra cui alcune scene di sacerdoti Assiri che donano delle ghirlande di fiori. Le decorazioni del lato posteriore sono perse.
I vasi in ghisa
Come coronamento del cornicione sono stati posti dei vasi in ghisa in due forme alternate come quelle del tetto della serra del teatro. I vasi provengono dal laboratorio parigino J. T. Ducel. Una guida del 1842 di Giuseppe Checchetelli afferma che sull'attico vi sono delle statue, ma è più verosimile che sin dall'inizio vi fossero questi vasi.

### Interno
Tempere della sala delle Vedute di Napoli
Sono site nella Sala da Pranzo. Il restauro ha ridato la forma ai dipinti rovinati dall'umidità. La volta consta di una decorazione che imita il cielo. I lavori del 1925 hanno fatto perdere le decorazioni originarie di Natale Carta raffiguranti le Tre Grazie. Le pareti, invece, constano di tempere raffiguranti delle vedute del Golfo di Napoli. Sulle sopra-porte di ingresso vi sono dei riquadri con greche a chiaroscuri e sfondi ottagonali con delle viste sui ruderi di Pompei di cui una rappresentante l'anfiteatro ed un'altra il viale dei Sepolcri. Le vedute sono partendo da destra:
- Il golfo di Salerno dal caratteristico belvedere con colonna. Accanto alla colonna vi sono raffigurate delle persone, tra cui due donne in costume tradizionale.[8]
- Sulla parete opposta vi sono raffigurate due viste di Napoli:[8]
  - La prima a destra rappresenta la collina di Pizzofalcone con il monte Echia e la chiesa dell'Annunziata. Sulla base del dipinto è rappresentato il borgo di Santa Lucia ove vi sono dei pescatori dediti a ristrutturare le reti ed curare le proprie barche, alcuni gestori di banchetti, un bambino che gioca e un soldato che si accosta a due donne. In primo piano, vi sono delle vele rovinate dall'umidità.[8]
  - A sinistra vi è raffigurata la "Passeggiata di Chiaia" che richiama varie raffigurazioni della medesima passeggiata realizzate tra il Settecento e l'Ottocento. Nel dipinto vi sono raffigurati i caratteristici padiglioni d'ingresso e viali alberati.[8]
- A sinistra di chi proviene dalla Galleria è rappresentato una veduta del Golfo di Napoli da Marinella verso il Castel Sant'Elmo. Il dipinto raffigura dei pescatori che lavorano ad una barca sita sulla riva, dei ragazzi scacciano dei cani sotto l'occhio vigile di una donna che tiene un bambino per mano, sulla riva vi sono delle case e sul mare vi sono raffigurate delle vele.[8]
- Sulla parete dell'ingresso sono raffigurate tra le due porte d'ingresso delle vedute di Pompei con il Vesuvio visto da Posillipo ed uno sfondo marino. Anche in questo dipinto sono raffigurate delle barche a vela.[8]

I mosaici
- Il mosaico della Galleria è un rettangolo allungato e suddiviso in tre quadrati. Nel riquadro centrale vi è inscritto un ottagono. Negli esagoni risultanti ai lati dell'ottagono vi sono raffigurati degli animali. Nei due specchi che fiancheggiano il riquadro centrale è inscritto un cerchio suddiviso a sia volta in triangoli e losanghe che convergono in un tondo centrale ove è raffigurato lo stemma dei Torlonia.[9]
- Il pavimento della camera da pranzo è suddiviso in quadrati, esagoni, triangoli ed otto ottagoni più grandi. Agli interni di questi scompartimenti geometrici sono raffigurati degli strumenti musicali, maschere di sileni e negli ottagoni dei satiri.[9]